# إل باركو دي فالديوراس
بلدية إل باركو دي فالديوراس (بالإسبانية: El Barco de Valdeorras) هي بلدية تقع في مقاطعة أورينسي التابعة لمنطقة غاليسيا شمال غرب إسبانيا.

## الديموغرافيا
بلغ عدد سكان بلدية إل باركو دي فالديوراس 14.123 نسمة عام 2011 (وفقاً للمعهد الوطني للإحصاء الإسباني).
| 11.828 | 12.596 | 13.295 | 13.700 | 13.943 | 14.213 | 14.123 |

## أعلام
- خورخي فرنانديز
- روبين غارسيا مارتينيز